# Amphiophiura turgida
Amphiophiura turgida är en ormstjärneart som beskrevs av Jean Baptiste François René Koehler 1930. Amphiophiura turgida ingår i släktet Amphiophiura och familjen fransormstjärnor. Inga underarter finns listade i Catalogue of Life.